# Island (film)
 For alternative betydninger, se Island (flertydig). (Se også artikler, som begynder med Island)
Island er en dansk dokumentarfilm fra 1967, der er instrueret af Paul Solbjerghøj.

## Handling
Billedfortælling om Islands natur, vulkaner, varme kilder og erhverv.